# Karl-Jesko von Puttkamer
Karl-Jesko Otto Robert von Puttkamer (24. března 1900, Frankfurt nad Odrou – 4. března 1981, Mnichov) byl německý admirál, který byl za druhé světové války námořním adjutantem Adolfa Hitlera.

## Život a vojenská kariéra
Narodil se 24. března roku 1900 ve Frankfurtu nad Odrou. Patřil do rodiny Puttkamerů a byl příbuzný šlechtičny Johanny von Puttkamerové. V roce 1917 vstoupil jako kadet do Kaiserliche Marine a za první světové války sloužil na těžkém křižníku. Dne 2. července 1917 narukoval během první světové války jako dobrovolník do císařského námořnictva.
V prosinci 1917 sloužil na bitevní lodi Kaiserin. V posledních měsících války absolvoval na námořní akademii Mürwik navigační kurz. Poté si vzal dovolenou a vstoupil do Freikorpsu. V září 1920 se vrátil na námořní akademii a v roce 1923 byl jmenován důstojníkem.
V září 1926 se stal velitelem torpédového člunu Albatros pod velením Karla Dönitze a tuto funkci zastával až do října 1930, kdy byl povýšen na velitele torpédového člunu Adler. V roce 1933 absolvoval námořní akademii v Mürwiku. Krátce poté působil do června 1935 jako námořní adjutant generálního štábu. V červenci 1935 byl převelen do štábu vrchního velitele námořnictva. Působil jako Hitlerův námořní adjutant až do června 1938, kdy byl přeložen.
Bezprostředně před vypuknutím druhé světové války v Evropě byl kapitánem torpédoborce. Po začátku války se vrátil do role námořního adjutanta Adolfa Hitlera. V září 1943 byl povýšen na kontradmirála.
Dne 20. července 1944 byl zraněn při výbuchu bomby během spiknutí a pokusu o vraždu Adolfa Hitlera. Později mu byl udělen odznak za zranění.
Koncem ledna 1945 velel pomořanskému praporu Volkssturm. Jednotka se nemohla dostat do města Schneidemühl, kde hodlali získat potřebné zbraně. Jejich vlak se dostal pod palbu sovětských tanků. Puttkamer poslal své muže zpět do jejich vesnice a zachránit tak jejich životy.
Jeho posledním úkolem bylo 21. dubna 1945 zničit osobní věci a dokumenty Adolfa Hitlera, ale to se mu nepodařilo. Po německé kapitulaci 8. května 1945 byl až do května 1947 držen v americkém zajetí.
Zemřel 4. března roku 1981 v Mnichově. Bylo mu 80 let. Pohřben je na mnichovském hřbitově Waldfriedhof.